# Reshma Ramcharan
Reshma Ramcharan is een Surinaams zangeres, songwriter en gitarist. Ze begon haar muziekcarrière rond 2005 en was in 2014 medeoprichter van de muziektheatergroep Manyatra.

## Biografie
Reshma Ramcharan werd rond 2005 actief als zangeres en begeleidt zich sinds circa 2012 op gitaar. Ze schrijft ook eigen liederen en geeft daarnaast sinds 2017 gitaarles.
Ze is medeoprichter van de groep Manyatra, die in 2014 het muziektheaterstuk Kracht van de Klank lanceerde. Het stuk kende een Surinaamse verhaallijn over de hoofdpersoon Ben, die een Creoolse vader en Hindoestaanse moeder heeft. In het stuk werd een mengeling van Hindoestaanse, christelijke en seculaire liederen opgevoerd. De opzet was om het telkens door een andere groep jongeren uit te laten voeren, waarbij het stuk op diverse plaatsen in het land werd opgevoerd.
Ze was een van de hoofdgasten in het televisieprogramma Multi Kulti van Sieske Rama en trad op in onder meer het Nationaal Indoor Stadion en Lalla Rookh. In 2020 bracht ze het lied Mere dil mein uit, als ode aan haar voorbeelden, het Indiase zangduo Jagjit en Chitra Singh.